# 尾上菊五郎 (4代目)
四代目 尾上菊五郎（よだいめ おのえ きくごろう、文化5年〈1808年〉 - 万延元年6月28日〈1860年8月14日〉）とは、江戸時代後期の歌舞伎役者。屋号は音羽屋、俳名は梅幸・菊枝・梅婦。定紋は重ね扇に抱き柏、替紋は四つ輪。通称「梅幸菊五郎」。

## 来歴
大坂の生れで初代中村歌六に入門し中村辰蔵、のちに中村歌蝶と名乗る。京坂の宮地芝居で修業したが天保2年（1831年）正月、三代目尾上菊五郎の娘婿となり、同年3月に尾上菊枝と改名し大坂角の芝居に出た。その後、菊五郎とともに江戸へ下り、同年8月に三代目尾上栄三郎と改名し江戸市村座の舞台に立つ。弘化3年（1846年）、菊五郎の俳名である梅幸を襲名。この頃から名声を上げ、安政2年（1855年）9月に四代目尾上菊五郎を襲名した。享年53。
当り役は『与話情浮名横櫛』のお富など。おっとりとした気品のある風貌で、年増役、時代物を得意としたが、悪婆の役をやらせると落ち着きすぎ、科白廻しもべたつくようだといわれて不評だったという。死去の際はその妻のお蝶も同日に死去した。養子に初代實川延若がいる。